# Verstek (hoek)

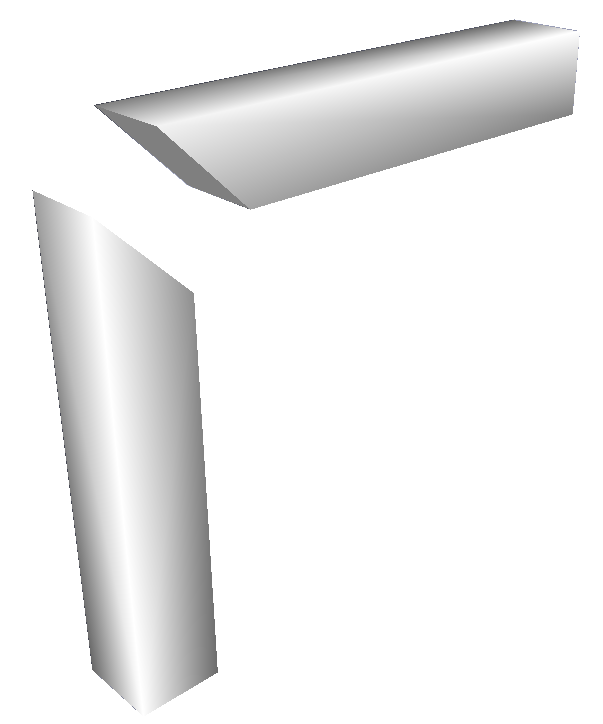
Verstekverbinding (klaar voor verbinden)

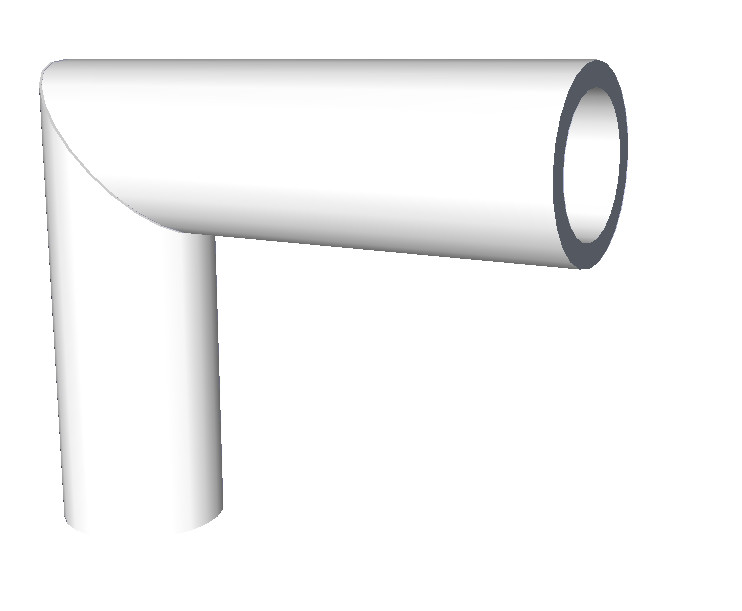
Verstekverbinding van twee pijpen

Onder verstek wordt in het algemeen een niet-haakse hoek bedoeld. In de meeste gevallen is het een hoek van 45°. Met behulp van een verstekbak of verstekzaag kan een hoek van 45° aan het te verbinden onderdeel worden gemaakt. Op deze manier worden bijvoorbeeld de hoekverbindingen van een schilderijlijst gemaakt.
Voor deze hoekverbinding wordt gekozen omdat dan de profilering van de lijst omloopt. Tegenprofilering behoort ook tot de mogelijkheden. Een verstekverbinding kan eenvoudig rechtstreeks verlijmd zijn, maar kan ook als een verborgen verbinding worden uitgevoerd bestaande uit deuvels, schroeven, spijkers, zwaluwstaartverbindingen of (bij holle profielen) met speciale inwendige hoekverbinders.
Zogenaamde valse verstekken ontstaan als beide delen niet dezelfde breedte hebben of geen hoek van 90° vormen.

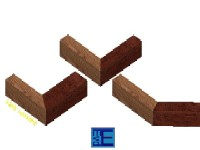
Verschillende verstekken
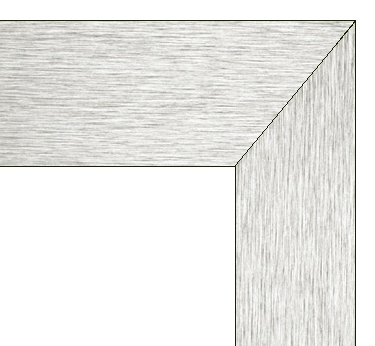
Een vals verstek